# 2020 en Italie
Chronologie de l'Italie
- 2016
- 2017
- 2018
- 2019
- 2020
- 2021
- 2022
- 2023
- 2024

2018 en Europe - 2019 en Europe - 2020 en Europe - 2021 en Europe - 2022 en Europe

## Événements

### Janvier 2020
- 26 janvier : élections régionales en Émilie-Romagne et en Calabre.

### Février 2020
- 6 février : le déraillement de Livraga en Lombardie fait 2 morts.
- 23 février : le nombre de personnes en Italie atteinte par le SARS-CoV-2 (le coronavirus responsable de l'épidémie de COVID-19) dépasse la centaine - au moins 115 cas dont 89 pour la seule Lombardie et 24 pour la Vénétie - dont 2 en sont décédées, ce qui en fait le principal foyer d'infection de COVID-19 en Europe[1] ; les autorités italiennes placent les 11 communes les plus touchées en quarantaine, dont la ville de Codogno qui est devenu le centre italien de l'épidémie, ce qui confine 52.000 personnes[2].

### Mars 2020
- 8 mars : le gouvernement décrète la mise en quarantaine d'une large zone comprenant la Lombardie, l'est du Piémont, une partie de la Vénétie et de l'Émilie-Romagne[3].
- 10 mars : le gouvernement étend le confinement à tout le pays[4].

### Juin 2020
- 9 juin : publication dans Antiquity de la carte de la ville romaine disparue de Falerii Novi, dans le Latium à une cinquantaine de kilomètres de Rome, entièrement cartographiée par une équipe des universités de Cambridge et de Gand avec un radar à pénétration de sol (GPR), qui révèle que cette ville était beaucoup moins structurée que les cités romaines de la même époque[5] ; il s'agit de la première fois qu'une ville entière est cartographiée avec cette technique, ce qui ouvre des nouvelles possibilités pour découvrir la structure d'autres villes antiques, comme celles de Milet (actuelle Turquie) ou de Cyrène (actuelle Libye)[6].
- 10 juin : La Jeune Fille triste de Banksy, volée derrière le Bataclan en janvier 2019, est découverte dans une ferme des Abruzzes[7].

### Août 2020
- 3 août : inauguration du viaduc Gênes-Saint-Georges à Gênes en Ligurie, qui remplace le pont Morandi, qui s’était effondré en 2018.

### Septembre 2020
- 20 et 21 septembre :
  - référendum constitutionnel, l'amendement est approuvé à près de 70 % des voix ;
  - élections régionales dans sept régions ;
  - élections municipales.

### Octobre 2020
- 2 octobre : la tempête Alex provoque des dégâts importants au Piémont et en Ligurie et fait deux morts[8].
- 26 octobre : : pour lutter contre la pandémie de Covid-19, tous les commerces doivent fermer à 18 h ; les piscines, salles de sport, cinémas et salles de spectacles sont arrêtés jusqu'au 24 novembre[9].

## Culture

### Cinéma

#### Récompenses
- David di Donatello (8 mai).
- Rubans d'argent (6 juillet).

#### Autres films sortis en Italie en 2020
- x

#### Mostra de Venise
- Lion d'or : Nomadland de Chloé Zhao
- Lion d'argent - Grand Prix du Jury : Nuevo Orden de Michel Franco
- Lion d'argent du meilleur réalisateur : Kiyoshi Kurosawa pour Les Amants sacrifiés (スパイの妻, Supai no tsuma?)
- Coupe Volpi de la meilleure interprétation féminine : Vanessa Kirby pour son rôle dans Pieces of a Woman
- Coupe Volpi de la meilleure interprétation masculine : Pierfrancesco Favino pour son rôle dans Padrenostro
- Prix du meilleur scénario : Chaitanya Tamhane pour The Disciple
- Prix Marcello Mastroianni du meilleur espoir : Rouhollah Zamani pour son rôle dans Sun Children
- Prix spécial du jury : Dear Comrades de Andreï Kontchalovski

### Littérature

#### Livres parus en 2020
- x

#### Prix et récompenses
- Prix Strega : Sandro Veronesi, Il colibri (La nave di Teseo)
  - Prix Strega européen : Judith Schalansky  Allemagne : Inventario di alcune cose perdute (Nottetempo), traduit par Flavia Pantanella
- Prix Bagutta : Enrico Deaglio, La bomba (Feltrinelli)
- Prix Bagutta de la première œuvre : ?
- Prix Bancarella : ?
- Prix Brancati :
  - Fiction : ?
  - Poésie : ?
  - Jeunes : ?
- Prix Campiello : ?
  - Prix Campiello de la première œuvre : ?
  - Prix de la Fondation Campiello : ?
  - Prix Campiello Giovani : ?
- Prix Malaparte : Amin Maalouf[10].
- Prix Napoli :
  - Fiction : Igiaba Scego pour La linea del colore (Bompiani)
  - Poésie : Tommaso Giartosio (it) pour Come sarei felice (Einaudi)
  - Essai : Davide Sisto pour Ricordati di me (Bollati Boringhieri)
- Prix Pozzale Luigi Russo :
  - x
  - x
  - x
- Prix Raymond-Chandler : ?
- Prix Scerbanenco : ?
- Prix Stresa : Melania Mazzucco pour L'Architettrice  (Einaudi)
- Prix Viareggio :
  - Roman : Paolo Di Paolo (it), Lontano dagli occhi, (Feltrinelli)
  - Essai : Giulio Ferroni (it), L'Italia di Dante (La nave di Teseo)
  - Poésie : Luciano Cecchinel (it), Da sponda a sponda, (Arcipelago Itaca)
  - Première œuvre : Alberto Albertini, La classe avversa (Hacca)
  - Prix spéciaux : Franco Gabrielli, Natalia Aspesi (it), Massimo Bray, Ilaria Capua, Sandro Luporini (it), Dacia Maraini et Maurizio Serra[11].

## Décès en 2020

### Premier trimestre
- 2 janvier : Marcello Cresti (it), 91 ans, physicien et universitaire, ancien recteur de l'Université de Padoue (° 26 avril 1928).
- 3 janvier : Domenico Corcione (it), 90 ans, général, ministre de la Défense dans les années 1990 (° 20 avril 1929).
- 4 janvier : Lorenza Mazzetti, 92 ans, réalisatrice, peintre et écrivaine (° 26 juillet 1927).
- 6 janvier : Franco Scaramuzzi (it), 93 ans, universitaire, recteur de l'université de Florence de 1979 à 1991 et président de l'Accademia dei Georgofili de 1986 à 2014. (° 26 décembre 1926)
- 10 janvier : Guido Messina, 89 ans, coureur cycliste, spécialiste de la piste, champion olympique de poursuite par équipes et quintuple champion du monde de poursuite individuelle. (° 4 janvier 1931)
- 12 janvier : Giorgio Merighi (it), chanteur lyrique (ténor). (° 20 février 1939)
- 17 janvier : Emanuele Severino, 90 ans, philosophe (° 26 février 1929).
- 23 janvier : Adolfo Natalini, 78 ans, architecte (° 10 mai 1941).
- 25 janvier : Narciso Parigi, 92 ans, chanteur (° 29 novembre 1927).
- 29 janvier : Antonino Riccardo Luciani (it), 88 ans, musicien, chef d'orchestre et compositeur. (° 10 août 1931)
- 4 février : Gianni Minervini, 91 ans, acteur et producteur (° 26 octobre 1928).
- 4 février : Benito Sarti, 83 ans, footballeur (° 23 juillet 1936).
- 4 février : Giancarlo Bergamini, 93 ans, escrimeur, champion et médaillé d'argent olympique (1952, 1956) (° 2 août 1926).
- 6 février : Nello Santi, 88 ans, chef d'orchestre (° 22 septembre 1931).
- 9 février : Mirella Freni, 84 ans, soprano (° 27 février 1935).
- 13 février : Franco Del Prete, 76 ans, musicien et batteur (° 5 novembre 1943).
- 18 février : Flavio Bucci, 72 ans, acteur (° 25 mai 1947).
- 29 février : Elisabetta Imelio (it), 44 ans, musicienne et chanteuse italienne, membre du groupe de punk rock italien Prozac+. (° 22 novembre 1975)
- 5 mars : Emilio Caprile, 91 ans, footballeur international des années 1940 et 1950 (° 20 septembre 1928).
- 8 mars : Bruno Armando, 63 ans, acteur et traducteur.
- 9 mars : Italo De Zan, 94 ans, coureur cycliste (° 1er juillet 1925).
- 11 mars : Stefano Bianco, 34 ans, pilote de vitesse moto (° 27 octobre 1985).
- 12 mars : Aventino Frau (it), universitaire, avocat et homme politique. (° 3 mars 1939)
- 12 mars : Giovanni Battista Rabino, 88 ans, syndicaliste et homme politique, député lors des IXe  et Xe législatures (1983-1992), puis sénateur (1992-1994) (° 3 mars 1931).
- 15 mars : Vittorio Gregotti, 92 ans, architecte (° 10 août 1927).
- 16 mars : Francesco Saverio Pavone, 75 ans, magistrat italien, procureur en chef de la Procura di Venezia pendant plusieurs années (° 25 mars 1944)
- 17 mars : Vittoria Bogo Deledda, 53 ans, femme politique et sénatrice (° 1er janvier 1967).
- 19 mars : Nazzareno Zamperla, 82 ans, acteur et cascadeur (° 25 avril 1937).
- 19 mars : Antonio Michele Stanca, 77 ans, généticien, professeur à l'Université de Milan, à celle de Modène et de Reggio d'Émilie. (° 22 mai 1942)
- 21 mars : Gianni Mura, 74 ans, journaliste et écrivain. (° 9 octobre 1945).
- 23 mars : Alberto Arbasino, 90 ans, écrivain, essayiste et homme politique. (° 22 janvier 1930).
- 23 mars : Lucia Bosè, 89 ans, actrice. (° 28 janvier 1931).
- 23 mars : Carlo Casini, 85 ans, homme politique. (° 4 mars 1935).
- 23 mars : Alfio Contini, 92 ans, directeur de la photographie. (° 19 septembre 1927).
- 24 mars : Lorenzo Acquarone, 89 ans, avocat, professeur d’université et homme politique, député des XIIe, XIIIe et XIVe législatures. (° 25 février 1931)
- 25 mars : Detto Mariano, 82 ans, auteur-compositeur, pianiste, arrangeur, producteur et éditeur de musique, ayant collaboré notamment avec Adriano Celentano, Lucio Battisti, Milva et Bobby Solo. (° 27 juillet 1937)
- 25 mars : Danilo Barozzi, 92 ans, coureur cycliste. (° 21 août 1927).
- 25 mars : Angelo Moreschi, 67 ans, évêque et missionnaire catholique (° 13 juin 1952).
- 26 mars : Luigi Roni, 78 ans, chanteur lyrique (basse). (° 22 février 1942).
- 29 mars : Angelo Rottoli, 61 ans, boxeur, ancien champion d'Europe de boxe dans la catégorie des poids lourds-légers. (° 14 décembre 1958).

### Deuxième trimestre
- 2 avril : Sergio Rossi, 84 ans, entrepreneur (° 1935).
- 6 avril : Armando Francioli, 100 ans, acteur[12] († 21 octobre 1919).
- 7 avril : Donato Sabia, 56 ans, coureur de demi-fond, spécialiste du 800 mètres (° 11 septembre 1963).
- 10 avril : Carlo Sabatini, 88 ans, acteur et doubleur (° 7 avril 1932).
- 14 avril : Mario Donatone, 86 ans, acteur (° 9 juin 1933).
- 16 avril : Francesco Di Carlo, 79 ans, membre de la mafia sicilienne devenu témoin d'État (couramment désigné par le terme pentito, en italien) ou repenti en 1996, et un témoin clef contre l’organisation criminelle (° 18 février 1941).
- 17 avril : Sergio Fantoni, 89 ans, acteur et metteur en scène (° 7 août 1930).
- 20 avril : Libero Cecchini, 100 ans, architecte (° 28 septembre 1919).
- 26 avril : Giulietto Chiesa, 79 ans, homme politique (° 4 septembre 1940).
- 26 avril : Claudio Risi, 71 ans, réalisateur (° 12 novembre 1948).
- 29 avril : Germano Celant, critique d'art (° 1940).
- 29 avril : Giacomo Dalla Torre del Tempio di Sanguinetto, 75 ans (° 9 décembre 1944).
- 11 mai : Albert One, 64 ans, chanteur, DJ et producteur de musique (° 23 avril 1956).
- 12 mai : Renato Corti, 84 ans, cardinal créé par le pape François (° 1er mars 1936).
- 14 mai : Angelo Lo Forese (it), 100 ans, chanteur d'opéra (ténor et baryton) (° 27 mars 1920).
- 15 mai : Ezio Bosso, 48 ans, chef d’orchestre et compositeur (° 13 septembre 1971).
- 16 mai : Nanda Vigo, 83 ans, architecte et designeuse (° 14 novembre 1936).
- 21 mai : Vincenzo Cappelletti, 89 ans, philosophe et historien des sciences (° 2 août 1930).
- 22 mai : Luigi Simoni, 81 ans, joueur, entraîneur et dirigeant de football (° 22 janvier 1939).
- 23 mai : Alberto Alesina, 63 ans, économiste (° 29 avril 1957).
- 2 juin : Paolo Fabbri, 81 ans, sémioticien (° 17 avril 1939).
- 4 juin : Marcello Abbado, 93 ans, pianiste et compositeur (° 7 octobre 1926).
- 24 juin : Alfredo Biondi, 91 ans, avocat et homme politique (° 29 juin 1928).
- 24 juin : Paolo Giusti, 77 ans, acteur (° 21 octobre 1942).
- 27 juin : Luciano Rondinella, 86 ans, chanteur et acteur (° 24 décembre 1933).

### Troisième trimestre
- 3 juillet : Ardico Magnini, 91 ans, footballeur, champion d'Italie en 1956 avec la Fiorentina (° 1er octobre 1928).
- 6 juillet : Ennio Morricone, 91 ans, compositeur et chef d'orchestre (° 10 novembre 1928).
- 11 juillet : Gabriella Tucci, 90 ans, soprano (° 4 août 1929).
- 14 juillet : Carlotta Barilli, 84 ans, actrice (° 2 septembre 1935).
- 19 juillet : Oreste Casalini, peintre et sculpteur (° 1962).
- 19 juillet : Giulia Maria Crespi, 97 ans, dirigeante de presse (° 6 juin 1923).
- 23 juillet : Paolo Sassone-Corsi, chercheur en biologie moléculaire (° 1956).
- 24 juillet : Maurizio Calvesi, 92 ans, historien de l'art.
- 25 juillet : Giulio Maceratini, 82 ans, avocat et homme politique.
- 26 juillet : Claudia Giannotti, 83 ans, actrice (° 19 février 1937).
- 27 juillet : Gianrico Tedeschi, 100 ans, acteur (° 20 avril 1920).
- 29 juillet : Giorgio Todde, 68 ans, écrivain de roman policier (° 17 septembre 1951).
- 1er août : Leonardo Bragaglia, 87 ans, acteur, écrivain et metteur en scène (° 9 novembre 1932).
- 2 août : Bruno Dettori (it), 78 ans, homme politique, sénateur lors de la XIVe législature de la République italienne (° 22 décembre 1941).
- 2 août : Mario Chianese (it), 91 ans, peintre et graveur (° 29 septembre 1928).
- 3 août : Carmine Benincasa, 72 ans, historien d'art, commissaire d'exposition, écrivain et critique d'art (° 17 décembre 1947).
- 4 août : Sergio Zavoli, 96 ans, journaliste, écrivain et homme politique (° 21 septembre 1923).
- 7 août : Nando Angelini (Ferdinando Angelini), 86 ans, acteur (° 17 août 1933).
- 9 août : Anna Maria Bottini, 104 ans, actrice (° 24 mars 1916).
- 9 août : Franca Valeri, 100 ans, actrice et scénariste (° 31 juillet 1920).
- 10 août : Silvana Bosi, 86 ans, actrice (° 23 juillet 1934).
- 14 août : Stefano Malatesta (it), 80 ans, journaliste, écrivain et peintre. (° 5 avril 1940)
- 16 août : Ornella Volta, 93 ans, musicologue (° 1er janvier 1927).
- 17 août : Giuliano Dego (it), 86 ans, écrivain, poète et traducteur. (° 1932)
- 17 août : Elsa Quarta (it), 81 ans, chanteuse qui jouissait d'une certaine notoriété dans les années soixante. (° 27 novembre 1938)
- 18 août : Cesare Romiti, 96 ans, chef d'entreprise (° 24 juin 1923).
- 18 août : Mariolina De Fano, 79 ans, actrice (° 14 octobre 1940).
- 22 août : Sandro Mazzinghi, 81 ans, boxeur, champion du monde poids super-welters WBA & WBC (1963-65, 1968) (° 3 octobre 1938).
- 23 août : Augusto Caminito, 81 ans, réalisateur, scénariste et producteur de cinéma (° 1er juillet 1939).
- 24 août : Arrigo Levi, 94 ans, journaliste, essayiste et présentateur de télévision (° 17 juillet 1926).
- 30 août : Claudio Cavina (it), chef d'orchestre et contre-ténor (° 1962).
- 2 septembre : Philippe Daverio, 70 ans, historien de l'art, journaliste, écrivain et animateur de télévision (° 17 octobre 1949).
- 9 septembre : Cini Boeri, 96 ans, architecte et designer (° 19 juin 1924).
- 9 septembre : Amos Luzzatto, 92 ans, médecin, auteur et essayiste (° 3 juin 1928).
- 9 septembre : Nico Naldini, 91 ans, romancier, poète et réalisateur (° 1er mars 1929).
- 10 septembre : Emma Morosini, 96 ans, personnalité catholique (° 8 janvier 1924).
- 10 septembre : Franco Maria Ricci, 82 ans, éditeur, graphiste, bibliophile et collectionneur (° 2 décembre 1937).
- 10 septembre : Marco Vicario, 94 ans, acteur, réalisateur, scénariste et producteur (° 20 septembre 1925).
- 15 septembre : Mario Torelli, 83 ans, archéologue et un historien de l'art (° 12 mai 1937).
- 20 septembre : Rossana Rossanda, 96 ans, femme politique (° 23 avril 1924).
- 20 septembre : Giuseppe Caldarola, 74 ans, homme politique (° 9 avril 1946).
- 26 septembre : Severino Saltarelli, 71 ans, acteur.
- 30 septembre : Vittorio Mathieu, 96 ans, philosophe et historien de la philosophie (° 12 décembre 1923).

### Quatrième trimestre
- 1er octobre : Gianfranco Lombardi (it), 79 ans, bassiste, arrangeur et chef d'orchestre (° 25 juin 1941).
- 4 octobre : Carla Federica Nespolo, 77 ans, femme politique, membre du Parti communiste italien, député de 1976 à 1983, puis sénatrice de 1983 à 1992 (° 4 mars 1943).
- 4 octobre : Renzo Zaffanella (it), 90 ans, homme politique, député lors des Ve et VIe législatures de la République italienne et maire de Crémone de 1980 à 1990 (° 23 octobre 1929).
- 5 octobre : Franco Bolelli, 70 ans, philosophe (° 8 juillet 1950).
- 5 octobre : Pietro Scandelli, 78 ans, coureur cycliste (° 16 octobre 1941).
- 8 octobre : Camillo Bazzoni, 85 ans, réalisateur et directeur de la photographie (° 29 décembre 1934).
- 12 octobre : Aldo Brovarone, 94 ans, designer automobile (° 24 juin 1926).
- 15 octobre : Jole Santelli, 51 ans, avocate et femme politique (° 28 décembre 1968).
- 18 octobre : Bonaria Manca, 95 ans, artiste peintre (° 10 juillet 1925).
- 19 octobre : Gianni Dei, 79 ans, acteur et chanteur (° 21 décembre 1940).
- 19 octobre : Enzo Mari, 88 ans, designer, architecte et illustrateur (° 27 avril 1932).
- 19 octobre : Aldo Zargani, 87 ans, écrivain (° 7 août 1933).
- 20 octobre : Lea Vergine, 84 ans, historienne de l'art et commissaire d'exposition (° 5 mars 1936).
- 21 octobre : Frank Horvat, 92 ans, photographe (° 28 avril 1928).
- 25 octobre : Rosanna Carteri, 89 ans, soprano (° 14 décembre 1930).
- 2 novembre : Gigi Proietti, 80 ans, acteur, comique, réalisateur, doubleur et scénariste (° 2 novembre 1940).
- 7 novembre : Rina Macrelli, 91 ans, scénariste, écrivain et présentatrice de télévision (° 2 septembre 1929).
- 9 novembre : Marco Santagata, 73 ans, universitaire, critique littéraire et écrivain (° 28 avril 1947).
- 10 novembre : Carlo Bordini, 82 ans, historien et un poète (° 2 septembre 1938).
- 16 novembre : Eugenia Ratti, 87 ans, chanteuse lyrique soprano (° 5 avril 1933).
- 20 novembre : Antonio Ambrosetti, 75 ans, mathématicien (° 25 novembre 1944).
- 22 novembre : Carlo Ausino, 82 ans, réalisateur, scénariste et directeur de la photographie (° 20 juillet 1938).
- 26 novembre : Daria Nicolodi, 70 ans, actrice et scénariste (° 19 juin 1950).
- 29 novembre : Edda Bresciani, 90 ans, égyptologue (° 23 septembre 1930).
- 29 novembre : Remo Sernagiotto, 65 ans, homme politique (° 1er septembre 1955).
- 2 décembre : Franco Giraldi, 89 ans, journaliste, scénariste et réalisateur (° 11 juillet 1931).
- 7 décembre : Lidia Menapace, 96 ans, partisane, personnalité politique et essayiste (° 3 avril 1924).
- 27 décembre : Giorgio Galli, 92 ans, politologue, historien et universitaire (° 10 février 1928).
- 29 décembre : Corrado Olmi, 94 ans, acteur (° 24 octobre 1926).

#### Articles sur l'année 2020 en Italie
- Élections régionales italiennes de 2020
- Pandémie de Covid-19 en Italie

#### L'année sportive 2020 en Italie
- Championnat d'Italie de football 2019-2020
- Championnat d'Italie de football 2020-2021
- Coupe d'Italie de football 2019-2020
- Championnat d'Italie de rugby à XV 2019-2020
- Championnat d'Italie de rugby à XV 2020-2021
- Grand Prix automobile d'Italie 2020
- Grand Prix automobile de Toscane 2020
- Grand Prix automobile d'Émilie-Romagne 2020
- Milan-San Remo 2020
- Tour d'Italie 2020
- Tournoi de tennis de Rome (ATP 2020) (Masters de Rome)
- Tournoi de tennis de Rome (WTA 2020)

#### L'année 2020 dans le reste du monde
- L'année 2020 dans le monde
- 2020 par pays en Amérique, 2020 au Canada, 2020 aux États-Unis
- 2020 en Europe, 2020 dans l'Union européenne, 2020 en Belgique, 2020 en France, 2020 en Grèce, 2020 en Suisse
- 2020 en Afrique • 2020 par pays en Asie • 2020 en Océanie
- 2020 aux Nations unies
- Décès en 2020